# Meteuthria multituberculata
Meteuthria multituberculata is een slakkensoort uit de familie van de Buccinidae. De wetenschappelijke naam van de soort is voor het eerst geldig gepubliceerd in 1987 door Castellanos, Rolan & Bartolotta.